# Whatever People Say I Am, That's What I'm Not
Whatever people say I am, that’s what I’m not is het debuutalbum van de Engelse rockband Arctic Monkeys. Het werd in het Verenigd Koninkrijk uitgebracht op 23 januari 2006 door Domino Records. Er werden drie singles uitgebracht: "I Bet You Look Good On The Dancefloor", "When the Sun Goes Down" en "Fake Tales of San Francisco".
Het album werd opgenomen in september en oktober 2005 in Lincolnshire. De uitgave stond origineel gepland voor 30 januari, maar dit werd later een week vooruit geschoven. In de eerste week werd Whatever People Say I Am, That’s What I’m Not 360.000 maal verkocht en werd het daardoor het snelst verkopende debuut aller tijden in het Verenigd Koninkrijk. Het won tevens de Mercury Music Prize en werd genomineerd voor een Grammy Award.

## Opnamen
De opnamen van het album vonden plaats in september en oktober, op tijd voor hun eerste Europese en Amerikaanse toer in november. Veel demo's van eerder opgenomen nummers werden voor het album opnieuw opgenomen. De sessies gebeurden in The Chapel Studio in Lincolnshire, op een plaats waar je volgens zanger Alex Turner "geen signaal op je telefoon kon krijgen". Volgens Turner was de stilte echter een voordeel; de band kon elke dag wel een heel nummer opnemen en ze waren in drie weken klaar. De nummers werden in de volgorde opgenomen als dat ze op het album verschenen. Producer Jim Abbiss hierover: [Arctic Monkeys] was de eerste band met wie ik werkte die de nummers voor de opnamen al op volgorde hadden gelegd. Alex was erg bezig met het vertellen van een verhaal door het gehele album over hun leven en wat ze verder allemaal doen." Het mixen gebeurde eind oktober in de Olympic Studio's in Londen. Eén nummer werd niet in Lincolnshire opgenomen: "Mardy Bum" verscheen tijdens een toer in Duitsland in een studio in München.
In december werd de titel van het album en de nummers bekendgemaakt, en werd de uitgavedatum vastgesteld op 30 januari. 'Whatever People Say I Am, That’s What I’m Not' is een stuk tekst uit het boek 'Saturday Night And Sunday Morning' van Alan Sillitoe, later verfilmd door Karel Reisz. Turner hoorde de zin in de film en dacht: "Dat is een goede zin, die ga ik ergens in gebruiken. De film is ten eerste een goede reflectie omdat de titel 'Saturday Night And Sunday Morning' ook min of meer wat het album is, dus daar ligt een link. En ook omdat er zoveel mensen zijn die dingen over ons zeggen waar wij geen controle over hebben."
Het artwork van het album is ontworpen door Scott Jones. De man op de cover met een sigaret in zijn mond is Chris McClure, een vriend van de bandleden en de broer van Reverend and The Makers-frontman Jon McClure. Jones over de foto: "het is een album dat een dag in het leven van deze man voorstelt. Het representeert zijn ritme van 'werken in de werkdagen en zich bezatten in het weekend, en dat steeds opnieuw'." Aanvankelijk werd er een foto gemaakt, maar er werd besloten dat McClure niet 'dronken' genoeg keek. De week erop werd hij naar een bar gestuurd om alsnog dronken te raken, waarop toen wel de gewenste foto gemaakt kon worden. Naast de foto van McClure bevatte de hoes ook een foto van een met sigaretten gevulde asbak. Het artwork kreeg enige kritiek in de media, onder andere van NHS Health Scotland, die van mening waren dat Arctic Monkeys 'het idee gaven dat roken ok is'. Een woordvoerder van de band reageerde hierop met de uitspraak dat "je kunt zien dat roken hem niet bepaald goed doet". Ook de foto's die in het artwork te zien zijn, zijn gemaakt door Jones. Hij wilde het gevoel nabootsen van een normale wandeling door de omgeving van de bandleden. Ook probeerde hij de teksten van de Arctic Monkeys-nummers te visualiseren.

## Inhoud
Veel onderwerpen in de nummers zijn herkenbaar voor de (Engelse) jeugd, zoals een probleem met uitsmijters, beschreven in "From The Ritz To The Rubble". Het tweede couplet van het nummer werd verzonnen daags na een avond stappen. "Fake Tales of San Francisco" is gebaseerd op de ervaringen van de band tijdens concerten rond 2004, toen ze altijd samen met een reeks andere bands op het podium stonden. Deze bands deden vaak alsof ze al rocksterren waren en van ver kwamen, wat de inspiratie was voor de tekst "He talks of San Francisco, he's from Hunter's Bar". (Hunter's Bar is een wijk in Sheffield.) "You Probably Couldn't See For The Light But You Were Staring Straight At Me" omschrijft Turner als het liefdesnummer, omdat het gebaseerd is op een meisje dat hij kende.
In "Riot Van" vertelt Turner over zijn ervaringen toen de bandleden ongeveer 14 jaar waren. "Het gaat over de dingen die we toen zagen in onze buurt. We waren nooit slechte jongens, maar we hielden het wel altijd leuk." Drummer Matt Helders omschreef het zo: "Alleen omdat je met mensen rondhangt die misschien inbrekers zijn, betekent niet dat je het zelf ook bent." "Perhaps Vampires Is A Bit Strong But..." gaat over de tijd dat Arctic Monkeys voor het eerst concerten buiten Sheffield ging spelen. Dit deden ze zonder vergoeding om hun bekendheid te vergroten. Veel mensen zagen dit als een domme actie, volgens Turner: "Ze wensten ons alle succes maar achter onze rug om waren ze ervan overtuigd dat we onze tijd aan het verdoen waren." De titel voor "When the Sun Goes Down" is afgeleid van een uitspraak van een man die naast de oude oefenruimte van Arctic Monkeys huisde. De buurt daar zag er overdag normaal uit, maar 's nachts waren er prostituees die er op de straten werkten. De man verklaarde dat de buurt 'verandert als de zon onder gaat'.
"A Certain Romance" noemt Turner het enige nummer dat niet echt over één specifieke situatie gaat: "Het is meer een reflectie en een opsomming van het album. Dit nummer is voor ons erg speciaal en de enige juiste afsluiter. 'Idioten kleden zich niet op een bepaalde manier' is een belangrijk thema hier, denk ik - tenminste, dat doen ze niet waar ik vandaan kom."

## Uitgave

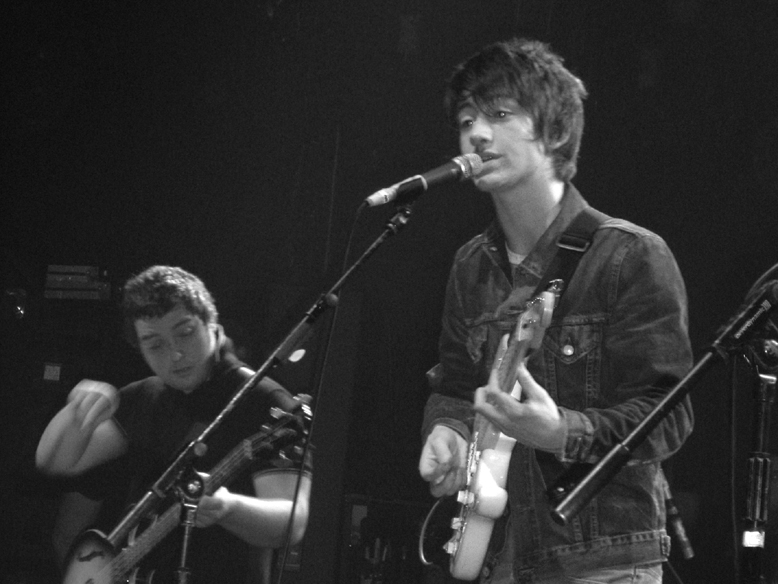
Andy Nicholson (links) en Alex Turner tijdens een Arctic Monkeys-concert in Newcastle Academy in januari 2006.

Aanvankelijk zou het album op 30 januari 2006 uitgebracht worden, maar enkele weken voor uitgave werd de datum verschoven naar 23 januari. Als reden werd de 'hoge vraag' naar het album gegeven. Een belangrijk detail was echter dat het album begin januari op het internet lekte, waardoor het via illegale downloadsites binnen te halen was. Er werd gespeculeerd dat dit de reden zou zijn voor het vervroegen van de uitgave, maar dit werd nooit bevestigd. In de Verenigde Staten werd het album via Domino Records uitgebracht op 21 februari 2006.
Nadat "I Bet You Look Good On The Dancefloor" en "When The Sun Goes Down" al op de eerste plaats in de Engelse hitlijst eindigde, kwam Whatever.. ook binnen op de eerste plaats in de UK Album Chart. Het verkocht zelfs beter dan alle overige 19 albums in de top-20 bij elkaar; in de eerste week werden er meer dan 360.000 kopieën van de hand gedaan. Het album werd daarmee het snelst verkopende debuutalbum aller tijden in het Verenigd Koninkrijk. Dit record werd in 2007 overgenomen door Spirit van Leona Lewis. In Nederland weet de debuutsingle geen noemenswaardige positie te behalen. Toch groeit het nummer uit tot een klassieker. "When The Sun Goes Down" belandt echter op nummer 11 in de Mega Top 50.
In september won het album de Mercury Music Prize. De jury omschreef het met: "goeie nummers, geweldig vertoond. Essentieel." NME, Time Magazine en Q Magazine verkozen het tot 'het album van het jaar',, het won dezelfde prijs op de BRIT Awards in 2007 en het werd genomineerd voor een Grammy Award. In 2006 verscheen Whatever People Say I Am, That’s What I’m Not op de vijfde plaats in NME's lijst van 'beste Britse albums aller tijden'. Aan het einde van de periode 2000-2009 verscheen het album in enkele lijsten voor 'beste album van het decennium'. Pitchfork plaatste het album op plaats 183 en op de lijst van Uncut verscheen het op plaats 24.
Whatever People Say I Am, That's What I'm Not kreeg na de uitgave overwegend positieve recensies. Het verzamelde op Metacritic een gemiddelde van 82 uit 100. Van onder andere NME, The Guardian en The New York Post kreeg het de volle score (10 uit 10). NME noemde het een "uitgekleed punkalbum met elk deel van de Grote Britse Muziek verwerkt: het Britse van The Kinks, het melodische van The Beatles, de spot van Sex Pistols, het vernuft van The Smiths, de 'groove' van The Stone Roses, de hymnes van Oasis, het gerammel van The Libertines..." The Guardian waarschuwde de band voor het 'saaie' patroon waarin veelbelovende bands als Oasis in belandden, maar noemde Arctic Monkeys wel "niet te houden". Q Magazine noemde het album "niet perfect, maar het heeft wel dat ene spannende dat alleen verschijnt als de band de zeitgeist hard raakt en het tijdstip van die slag perfect hebben opgezet." Rolling Stone omschreef het als "een stormloop van begin-tot-eind vol verkwikkende riffs en scherpe dialogen die hun verschijning tot nog grotere hoogtes brengt." Het album kreeg onvoldoendes van onder andere Stylus Magazine en No Ripcord. De kritiek van Prefix Magazine was dat sommige nummers "gewoonweg saai" waren.

## Nummers
1. "The View From The Afternoon" (3:38)
2. "I Bet You Look Good On The Dancefloor" (2:53)
3. "Fake Tales Of San Francisco" (2:58)
4. "Dancing Shoes" (2:21)
5. "You Probably Couldn't See For The Light But You Were Staring Straight At Me" (2:10)
6. "Still Take You Home" (2:53)
7. "Riot Van" (2:15)
8. "Red Light Indicates Doors Are Secured" (2:23)
9. "Mardy Bum" (2:55)
10. "Perhaps Vampires Is A Bit Strong But..." (4:28)
11. "When The Sun Goes Down" (3:20)
12. "From The Ritz To The Rubble" (3:13)
13. "A Certain Romance" (5:31)

## Medewerkers
- Arctic Monkeys - creatie
  - Alex Turner - zang, gitaar
  - Jamie Cook - gitaar
  - Andy Nicholson - basgitaar
  - Matthew Helders - drums
- Jim Abbiss - producer, opnamen
- Alan Smyth - producer (op "Mardy Bum")
- 'Henry' - assistent opnamen

- Ewan Davies - opnamen
- Andreas Bayr - opnamen (op "Mardy Bum")
- Simon 'Barny' Barnicett - mixing
- Owen Skinner - mixing
- Alexandra Wolkowicz - fotografie
- Andy Brown - fotografie
- Juno Liverpool - artwork